# Teddy Reno
Teddy Reno (ur. jako Ferruccio Merk 11 lipca 1926 w Trieście) – włoski piosenkarz, aktor i producent muzyczny. Założyciel wytwórni płytowej CGD w 1948 roku. Jako piosenkarz był popularny zwłaszcza w latach 50. XX wieku. Kilkakrotnie występował na Festiwalu Piosenki Włoskiej w San Remo. W 1953 roku zajął na nim drugie i trzecie miejsce wykonując odpowiednio: w parze z Nillą Pizzi piosenkę „Campanaro” i z Achille Toglianim piosenkę „Lasciami cantare una canzone”. Z tym ostatnim zajął ponownie trzecie miejsce w 1959 roku, tym razem z piosenką „Conoscerti”. Natomiast drugie miejsce powtórzył w 1960 roku, wykonując w parze z Domenikiem Modugno piosenkę „Libero”. Zwycięzca Festiwalu Piosenki Neapolitańskiej w 1959 roku (piosenka „Sarrà chi sa?”, wykonana w parze z Faustem Cigliano).

## Życiorys

### Dzieciństwo
Teddy Reno urodził się 11 lipca 1926 roku w Trieście jako Ferruccio Merk. Jego ojciec, Giorgio Merk, inżynier z zawodu, pochodził z arystokratycznej rodziny austro-węgierskiej, natomiast matka, Paola Sanguinetti Sacerdote, była z pochodzenia Żydówką. W latach 30. XX w. ojciec musiał zmienić swoje nazwisko, Merk Von Merkenstein, na Ricordi. Ferruccio Merk już jako chłopiec śpiewał w Scola Cantorum w kościele Sant’Antonio Nuovo w rodzinnym mieście. W 1938 roku zadebiutował w konkursie dla amatorów w Rimini, śpiewając piosenkę „Tu sei la musica”. W czasie wojny rodzina Ricordi musiała ukrywać się przed Niemcami.

### Lata 40.
Ferruccio Ricordi w młodości interesował się muzyką angloamerykańską. Znał piosenki takich artystów jak: Frank Sinatra, Perry Como, Bing Crosby i nagrania orkiestry Glenna Millera. W okresie brytyjsko-amerykańskiej administracji w Trieście rozpoczął występy w miejscowej rozgłośni radiowej. W latach 1945–1947 koncertował dla wojsk brytyjsko-amerykańskich w Europie. W 1946 roku odbywał tournée po Niemczech z brytyjską orkiestrą Teddy’ego Fostera. Podczas przejazdu zespołu przez Ren, postanowił przyjąć pseudonim artystyczny, złożony z imienia dyrygenta i nazwy rzeki (wł. Reno). Powodem tej zmiany były trudności w wymówieniu jego oryginalnego imienia i nazwiska po angielsku. W 1948 roku założył w Mediolanie wytwórnię płytową CGD, która wylansowała takich artystów jak: Lelio Luttazzi, Betty Curtis, Gianni Ferrio, Jula De Palma, Giorgio Consolini i Johnny Dorelli. Pod koniec lat 40. i na początku 50. Teddy Reno występował z powodzeniem w licznych programach radiowych z orkiestrami pod dyrekcją, między innymi Pippo Barzizzy i Nunzia Filogamo.

### Lata 50.
W 1951 roku zadebiutował w filmie (Miracolo a Viggiù, w reżyserii Luigiego Giachino).
W 1953 roku zadebiutował na Festiwalu Piosenki Włoskiej w San Remo zajmując na nim drugie i trzecie miejsce: w parze z Nillą Pizzi z piosenką „Campanaro” i z Achille Toglianim z piosenką „Lasciami cantare una canzone”. Na festiwalu zaprezentował jeszcze 5 innych piosenek, ale uplasowały się one na dalszych pozycjach. W 1954 roku zadebiutował w teatrze uczestnicząc w rewii Remigia Paone Rosso e nero. W 1957 roku wystąpił w komedii muzycznej L’adorabile Giulio spółki Garinei e Giovannini. Równolegle występował w programach telewizyjnych. Jako jeden z pierwszych prezenterów telewizyjnych zaproponował talk-show. W 1955 roku poprowadził program Canzoni al caminetto, w 1960 Souvenir, z udziałem takich gwiazd jak Jennifer Jone, Kim Novak, Gina Lollobrigida, Alberto Sordi, Vittorio Gassman. Zagrał w licznych filmach, między innymi: I cinque dell'Adamello (reżyser Pino Mercanti, 1954), Ballata tragica (Luigi Capuano, 1954), Le vacanze del sor Clemente (Camillo Mastrocinque, 1954), Vendicata! (Giuseppe Vari, 1955), Una voce una chitarra un po' di luna (regia di Giacomo Gentilomo (1956), Totò, Peppino e la... malafemmina (Camillo Mastrocinque, 1956), Totò, Peppino e i fuorilegge (Camillo Mastrocinque, 1956), Totò, Vittorio e la dottoressa (Camillo Mastrocinque, 1957).
W 1957 roku wylansował swój największy przebój, „Picolissima serenata”. W 1959 roku ponownie uczestniczył w Festiwalu w San Remo zajmując trzecie miejsce z piosenką „Conoscerti”, wykonaną w duecie z Achille Toglianim. W tym samym roku wygrał Festiwal Piosenki Neapolitańskiej wykonując w parze z Faustem Cigliano piosenkę „Sarrà chi sa?”. W 1960 roku ponownie wystąpił na Festiwalu zajmując drugie miejsce z piosenką „Libero”, wykonaną w duecie z Domenikiem Modugno. W 1961 roku wystąpił na Festiwalu po raz ostatni, ale prezentowane przez niego piosenki zajęły dalsze miejsca.

### Lata 60. i późniejsze
W 1961 roku założył nową wytwórnię, Galleria del Corso, w której wylansował między innymi Bruna Lauziego. W tym samym roku wymyślił Festival degli sconosciuti w Ariccii, mający na celu odkrywanie i lansowanie nowych talentów. Pierwszą edycję festiwalu w 1962 roku wygrała młoda piosenkarka z Turynu, Rita Pavone, którą Teddy Reno poślubił w 1968 roku w szwajcarskim Lugano (ślub miał charakter kościelny). Małżeństwo wywołało kontrowersje ze względu na dużą różnicę wieku pomiędzy nowożeńcami, a także z uwagi na fakt, iż Reno od 1960 roku był w separacji z pierwszą żoną, Vanią Protti (z którą uzyskał rozwód w 1971 roku po wejściu w życie nowej ustawy). Para po ślubie zamieszkała w Szwajcarii, gdzie doczekała się dwóch synów, Alessandra i Giorgia. Po 1976 Teddy Reno i Rita Pavone wzięli ślub cywilny w Ariccii. Teddy Reno kontynuował karierę piosenkarską. W grudniu 2007 roku wydał album Se questo non è amore, na którym przypomniał w nowych aranżacjach swoje największe przeboje. W 2014 roku wydał kolejny album dla uczczenia 70 lat kariery artystycznej. 11 lipca 2016 roku, z okazji 90. rocznicy urodzin otrzymał gratulacje od Debory Serracchiani, prezydenta regionu Friuli-Wenecja Julijska.